# Nil Teang
Samdech Sangha Rājā Nil Teang (tiếng Khmer: និល ទៀង) là Đức Tăng Hoàng thứ I của hệ phái Mahānikāya Vương quốc Campuchia. Ông giữ chức vụ từ năm 1858-1914 (Phật lịch 2401 - 2457), dưới thời trị của 03 vị Quốc Vương như Đức vua Ang Duong, Norodom và Sisowath.
Ông luôn giữ khuôn mặt vui tươi, tâm trí trong lành, sẵn sàng giải quyết mọi khó khăn mà đất nước và thường dân gặp phải. Ông là người học cao hiểu rộng, am hiểu tường tận tiếng Pali, Sanskrit và thông thạo tiếng Xiêm cả đọc và viết.

## Tiểu sử
Samdech Sangha Rājā Nil Teang sinh vào thứ Bảy, ngày 04 tháng 07 năm 1824 (Nhằm ngày 08 Tháng 06 năm Giáp Thân, PL. 2368) tại huyện Pothi Preah Bat, tỉnh Kien Svay (nay thuộc huyện Kien Svay, tỉnh Kandal). Ông là con trưởng trong gia đình. Phụ thân thế danh là Nil, mẫu thân thế danh là Leuk.

## Tị nạn sang Xiêm
Năm 1831, khi còn trẻ nhỏ ông chỉ mới 08 tuổi, quân đội Đại Nam và Xiêm đã tranh chiến với nhau dữ dội ở huyện Kien Svay để chiếm lĩnh đất nước Campuchia. Tất cả các thành viên trong gia đình của ông đã bị quân Xiêm bắt về nước Xiêm để làm nô lệ.
Ông và người bà con bạn ghì bị chuyển về sống tại thủ đô Bangkok. Ở đó ông gặp được một người chú tên Pao là vị A-cha của Samdech Preah Ang Doung, trong thời điểm này Samdech Preah Ang Doung là đương kim Hoàng thượng Campuchia cũng bị quân Xiêm bắt về làm tù binh. Một số thành viên của gia đình Samdech đã được chuyển đến huyện Mongkol Borei ở tỉnh Battambang (Vào thời điểm đó, tỉnh này bị đô hộ bởi quân Xiêm).

## Xuất gia
Năm 1834 (Quý Tỵ PL. 2378), lúc lên 11 tuổi ông xuất gia Sadi tại một ngôi chùa ở Bangkok.
Năm 1844 (Quý Tỵ PL. 2388), lúc lên 21 tuổi ông thọ Đại giới Tỳ Kheo với Hòa thượng bổn sư là ông Đại lão Hòa thượng Samdech Preah Nam Klao Xiêm tại chùa Srey Rotanak Sastaram (Hiện nay là chùa Preah Keo Morakot), Bangkok.

## Hồi hương
Năm 1849 (Kỵ Dậu PL. 2393), lúc được 26 tuổi, ông đến đảnh lễ cố Hòa Thượng Bổn sư Samdach Preah Nam Klao xin hồi hương về Campuchia. Khi ông trở về đến Phnôm Pênh, Đức vua Ang Duong thỉnh cầu ông ở lại trong nước. Sau đó ông đã viết thư gửi cố Hòa Thượng Bổn sư Samdach Preah Nam Klao để bạch rõ vấn đề này.

## Viên tịch
Lúc 12:40 phút khuya, ngày 02 tháng 10 năm 1913 (Nhằm ngày thứ Năm, mồng 03 tháng 09 năm Quý Sửu PL. 2457), ông đã lâm bệnh và viên tịch tại chùa Ounalom, Phnôm Pênh.

## Giáo phẩm
Ông được tấn phong giáo phẩm tối cao từ 03 vị Quốc Vương như sau:
- Preah Bat Samdech Preah Hiriraksa Rāmā Isara Dhipati (bởi vua Ang Duong)
- Preah Bat Samdech Preah Norodom Preah Chao Krong Kampuchia Dhipati (bởi vua Norodom)
- Preah Bat Samdech Preah Sisowath Preah Chao Krong Kampuchia Dhipati (bởi vua Sisowath)

## Tác phẩm
- Sách bói toán
- Truyện Preah Jinavong
- Pháp hành
- Giới bổn Patimokha 
v.v..